# Château de Saint-Pal-de-Chalencon
Le château de Saint-Pal-de-Chalencon est un château situé en France sur la commune de Saint-Pal-de-Chalencon, dans la région Auvergne-Rhône-Alpes.

## Localisation
Le château est situé dans le département français de la Haute-Loire, sur la commune de Saint-Pal-de-Chalencon, dans l'ancienne région administrative d'Auvergne.

## Historique
Le château, avec son enceinte, constitue un système défensif. Sa construction a été entreprise pour le compte de l'évêque de Rodez à la fin du XVe siècle. Au XVIIe siècle, la propriété du château est transférée aux Polignac. La cuisine abrite une cheminée remontant au XVe siècle.

## Protection
Le château est inscrit au titre des monuments historiques par arrêté du 24 novembre 1995.